# Bat Shalom
Bat Shalom est une organisation non gouvernementale féministe israélo-palestinienne créée en 1993, issue de la fusion de deux organisations précédentes : Bat Shalom d'Israël et le Jerusalem Center for Women (en) (Centre pour les femmes de Jérusalem). Elles travaillent ensemble au sein d'un autre groupe, The Jerusalem Link (en). Bat Shalom est une association faisant partie de la Coalition of Women for a Just Peace (Coalition des Femmes pour une Paix Juste). L'objectif principal de l'association est de résoudre le conflit israélo-palestinien via une vision féministe considérant les intérêts des femmes israéliennes et palestiniennes. Elles ont également créé une liste d’objectifs spécifiques qui, selon elles, doivent être essentiels à la résolution globale du conflit israélo-palestinien.

## Histoire
Dans le contexte des négociations des accords d'Oslo en 1993, des militantes pacifistes israéliennes et palestiniennes  se rencontrent lors d'une réunion à Bruxelles. Cette rencontre marque le début d'un dialogue permanent[réf. souhaitée] qui a abouti en 1994 à la création de The Jerusalem Link, composée de deux organisations de femmes : Bat Shalom du côté israélien et le Jerusalem Center for Women (en) du côté palestinien. L'organisation est basée initialement à Jérusalem. Toutefois un groupe local se crée dans le nord, alors que des femmes palestiniennes décident de rejoindre les initiatives des Femmes en noir de Jérusalem.
En 2002, Bat Shalom et le Jerusalem Center for Women (en) publient une déclaration commune appelant à la fin de l'occupation et à une intervention internationale en Israël-Palestine. L'initiative est peu relayée par la presse à l'exception des journaux féministes ou féminins. En avril de cette même année, Terry Greenblat (en), militante et directrice de Bat Shalom prend la parole au conseil de sécurité de l'ONU. Elle rappelle aux membres du conseil l'importance de leur responsabilité en termes de résolution des conflits, des droits humains  et de respect du droit international en s'appuyant sur la Charte des Nations Unies. Elle soutient que les Nations Unies devraient considérer les droits des femmes dans chacune de leurs résolutions. Par ailleurs, elle revient sur le rôle historique des groupes féministes pacifiques dans le dialogue entre les sociétés palestiniennes et israéliennes. Si l'intervention a été bien accueillie par les milieux progressistes, elle suscite des réactions négatives de la droite américaine et israélienne. L'association aurait reçu des nombreux courriels, des appels et des fax d'intimidation.
Bath Shalom a arrêté ses activités dans le nord d'Israël en 2008 et à Jérusalem un an plus tard. L'organisation avait poursuivi ses activités à la suite de la seconde intifada mais les difficultés rencontrées par les israéliennes et les palestiniennes pour se rencontrer après la construction de la barrière de séparation israélienne, leurs dissensions politiques, et l'absence de liens personnels peuvent expliquer l'arrêt de ces activités. Le site web de Bat Shalom continue à être alimenté jusqu'en 2023, avec notamment une déclaration commune entre l'organisation et le Jerusalem Center for Women lors de la journée internationale des droits des femmes en 2017.

## Pratiques militantes
En 1996, Bat Shalom nord organise principalement des évènements éducatifs et culturels alternativement dans les villages palestiniens et les kibboutz.

## Composition du groupe
Les femmes du groupe du nord viennent de Galilée, de la vallée du Jezreel et de la région du Wadi Ara. Les femmes palestiniennes habitent de villages et des villes de la région comme Nazareth, Iksal, Ara et Umm el-Fahm, tandis que les femmes juives israéliennes sont des kibboutzim et des moshavim issues des communautés agricoles.

## Pages connexes
- Conflit israélo-palestinien
- Anarchists against the wall
- Conflit israélo-arabe
- Machsom Watch (en)
- Yesh Din (en)
- Shovrim Shtika (Breaking the silence)
- Rabbis for Human Rights (en)
- The Jerusalem Fund (en)